# Kalorama
Kalorama är en del av en befolkad plats i Australien. Den ligger i kommunen Yarra Ranges och delstaten Victoria, omkring 35 kilometer öster om delstatshuvudstaden Melbourne. Antalet invånare är 1 157.
Runt Kalorama är det ganska tätbefolkat, med 222 invånare per kvadratkilometer.. Närmaste större samhälle är Rowville, omkring 17 kilometer sydväst om Kalorama.
I omgivningarna runt Kalorama växer i huvudsak städsegrön lövskog. Genomsnittlig årsnederbörd är 1 244 millimeter. Den regnigaste månaden är juli, med i genomsnitt 140 mm nederbörd, och den torraste är januari, med 49 mm nederbörd.